# Associazione Calcio Savona 1941-1942
Questa voce raccoglie le informazioni riguardanti l'Associazione Calcio Savona nelle competizioni ufficiali della stagione 1941-1942.

## Rosa
| N. |                   | Ruolo | Calciatore             |
| -- | ----------------- | ----- | ---------------------- |
|    | Italia (bandiera) | P     | Rodolfo Agostini       |
|    | Italia (bandiera) | A     | Silvio Bandini         |
|    | Italia (bandiera) |       | Giuseppe Belloni       |
|    | Italia (bandiera) | C     | Pietro Buscaglia       |
|    | Italia (bandiera) | P     | Luigi Caburri          |
|    | Italia (bandiera) |       | Giovanni De Alessandri |
|    | Italia (bandiera) | A     | Giuseppe Di Prisco     |
|    | Italia (bandiera) |       | Sergio Doglio          |
|    | Italia (bandiera) | A     | Aldo Ferrara           |
|    | Italia (bandiera) | A     | Aldo Fumagalli         |
|    | Italia (bandiera) | A     | Costantino Galbiati    |
|    | Italia (bandiera) | C     | Sereno Gianesello      |
|    | Italia (bandiera) | C     | Sergio Lamberto        |

| N. |                   | Ruolo | Calciatore           |
| -- | ----------------- | ----- | -------------------- |
|    | Italia (bandiera) | D     | Lino Morchio         |
|    | Italia (bandiera) | C     | Giuseppe Pagni       |
|    | Italia (bandiera) | C     | Marino Puccini       |
|    | Italia (bandiera) | D     | Antonio Punzi        |
|    | Italia (bandiera) | A     | Romolo Remigi        |
|    | Italia (bandiera) | D     | Erminio Rosso        |
|    | Italia (bandiera) |       | Angelo Siccardi      |
|    | Italia (bandiera) | D     | Erminio Teruzzi      |
|    | Italia (bandiera) | A     | Ernesto Tomasi       |
|    | Italia (bandiera) | D     | Amedeo Tomei         |
|    | Italia (bandiera) | C     | Enzo Venturini       |
|    | Italia (bandiera) | C     | Massimiliano Zandali |
|    | Italia (bandiera) | D     | Mario Zanni          |

## Risultati

### Serie B

#### Girone di andata
| Arbitro: | Orlandini (Roma) |

|                    |           |  |
| Matura Tontodonati | Marcatori |  |

| Arbitro: | Rosso (Torino) |

|                 |           |       |
| Ferrara ?’, 66’ | Marcatori | Palma |

| Arbitro: | Garotta (Milano) |

|            |           |  |
| Foglia 24’ | Marcatori |  |

| Arbitro: | Motta |

|           |           |                 |
| Zanni 58’ | Marcatori | 60’ Castigliano |

| Arbitro: | Silvano (Torino) |

|                    |           |                              |
| Pagni 4’ Punzi 55’ | Marcatori | 1’, 17’ Orlandi 43’ Trevisan |

| Arbitro: | Gamba (Napoli) |

|  |           |               |
|  | Marcatori | 42’ Buscaglia |

| Arbitro: | Viarengo (Asti) |

|            |           |              |
| Tomasi 65’ | Marcatori | 9’ Marchetti |

| Arbitro: | Limido (Milano) |

|                                |           |  |
| Clocchiatti 55’ Della Rosa 78’ | Marcatori |  |

| Arbitro: | Savio (Torino) |

|                                |           |                   |
| Buscaglia 20’ Bandini 46’, 48’ | Marcatori | 69’, 75’ Lavarino |

| Arbitro: | Parioli (Bologna) |

|  |           |                        |
|  | Marcatori | 56’ (aut.) Del Pecchia |

| Arbitro: | Carpani (Milano) |

|  |           |           |
|  | Marcatori | 65’ Galli |

| Arbitro: | Rossi (Roma) |

|                             |           |           |
| Pellegatta 25’ Polacchi 42’ | Marcatori | 44’ Punzi |

| Savona 18 gennaio 1942 13ª giornata | Savona                  | 0 – 0 referto | Brescia | \| Arbitro: \| Gnocchini (Alessandria) \| |
| Arbitro:                            | Gnocchini (Alessandria) |               |         |                                           |

| Arbitro: | Viarengo (Asti) |

|                                       |           |               |
| Caracciolo 8’, 20’ Rebuzzi 70’ (rig.) | Marcatori | 88’ Buscaglia |

| Arbitro: | Rosso |

|                              |           |  |
| Di Prisco 25’, 89’ Punzi 27’ | Marcatori |  |

| Arbitro: | Zambotto (Padova) |

|  |           |                                         |
|  | Marcatori | 15’ Tomasi 27’, 71’ Di Prisco 87’ Punzi |

| Arbitro: | Cardinali (Milano) |

|  |           |                       |
|  | Marcatori | 67’ Rocco 79’ Biraghi |

#### Girone di ritorno
| Arbitro: | Milanone (Biella) |

|                |           |                  |
| Zandali Tomasi | Marcatori | Paolini Di Santo |

| Arbitro: | Neri (Vicenza) |

|                         |           |           |
| Boniforti 25’ Dondi 40’ | Marcatori | 80’ Rosso |

| Arbitro: | Goracci (Firenze) |

|                                                   |           |               |
| Buscaglia 30’, 72’, 85’ Fumagalli 57’ Belloni 88’ | Marcatori | 48’ Pietruzzi |

| Arbitro: | Limido (Milano) |

|                                    |           |  |
| Costanzo 35’ Borra 72’ Zuliani 87’ | Marcatori |  |

| Arbitro: | Tonnetti (Roma) |

|             |           |  |
| Menutti 14’ | Marcatori |  |

| Arbitro: | Canavesio (Torino) |

|                         |           |  |
| Tomei 19’ Buscaglia 39’ | Marcatori |  |

| Arbitro: | Goracci (Firenze) |

|                              |           |  |
| Rossi 21’ Quaresima 43’, 70’ | Marcatori |  |

| Arbitro: | Zavattaro (Casale Monferrato) |

|           |           |  |
| Zanni 88’ | Marcatori |  |

| Arbitro: | Limido (Milano) |

|  |           |                         |
|  | Marcatori | 34’ Fumagalli 85’ Zanni |

| Arbitro: | Milanone (Biella) |

|                                           |           |  |
| Belloni 36’ Tomasi 68’ Buscaglia 81’, 89’ | Marcatori |  |

| Arbitro: | Rossi |

|           |           |           |
| Torri 89’ | Marcatori | 47’ Zanni |

| Arbitro: | Rosso |

|  |           |              |
|  | Marcatori | 35’ Polacchi |

| Arbitro: | Nerozzi (Verona) |

|                          |           |            |
| Morselli 23’ Ganelli 26’ | Marcatori | 68’ Tomasi |

| Savona 21 giugno 1942 31ª giornata | Savona            | 0 – 0 referto | Fanfulla | \| Arbitro: \| Goracci (Firenze) \| |
| Arbitro:                           | Goracci (Firenze) |               |          |                                     |

| Arbitro: | Cipriani (Milano) |

|                               |           |  |
| Bellini 74’, 83’ Faccenda 77’ | Marcatori |  |

| Arbitro: | Buratti (Milano) |

|                        |           |                                        |
| Siccardi 75’ Zanni 79’ | Marcatori | 18’ Colaussi 32’ Sala 57’ (rig.) Violi |

| Arbitro: | Rossi |

|                                      |           |                             |
| Conti 28’ Cassani 29’, 52’ Rocco 87’ | Marcatori | 34’ Fumagalli 36’ Buscaglia |

### Coppa Italia
| Arbitro: | Scarpi (Dolo) |

|                          |           |                |
| Martelli 24’ Miniati 42’ | Marcatori | 77’ Gianesello |